# レイエス・モロンタ
レイエス・アーマンド・モロンタ（Reyes Armando Moronta, 1993年1月6日 - 2024年7月28日）は、ドミニカ共和国サンティアゴ州サンティアゴ・デ・ロス・カバリェロス出身のプロ野球選手（投手）。右投右打。

## 経歴

### プロ入りとジャイアンツ時代
2010年9月16日にアマチュア・フリーエージェントでサンフランシスコ・ジャイアンツとマイナー契約を結んでプロ入り。
2011年、傘下のルーキー級ドミニカン・サマーリーグ・ジャイアンツでプロデビュー。14試合に登板して1勝1敗5セーブ、防御率2.13、36奪三振を記録した。
2012年はルーキー級アリゾナリーグ・ジャイアンツでプレーし、17試合に登板して3勝0敗1セーブ、防御率3.06、18奪三振を記録した。
2013年はA-級セイラム＝カイザー・ボルケーノズに昇格したものの、怪我で6試合の登板にとどまった。
2014年はルーキー級アリゾナリーグ・ジャイアンツでプレーし、20試合に登板して0勝1敗5セーブ、防御率4.66、30奪三振を記録した。
2015年はA級オーガスタ・グリーンジャケッツでプレーし、42試合に登板して1勝7敗12セーブ、防御率5.73、64奪三振を記録した。
2016年はA+級サンノゼ・ジャイアンツでプレーし、60試合に登板して0勝3敗14セーブ、防御率2.59、93奪三振を記録した。オフの11月18日にルール・ファイブ・ドラフトでの流出を防ぐために40人枠入りした。
2017年はAA級リッチモンド・フライングスクウォーレルズで19試合に登板後、6月3日に7日間故障者リスト入りした。7月からリハビリのためルーキー級アリゾナリーグでプレー。7月25日にAAA級サクラメント・リバーキャッツへ昇格した。9月5日にメジャーへ初昇格し、同日のコロラド・ロッキーズ戦でメジャーデビュー。3点ビハインドの7回裏から登板し、0.2回を投げ2安打1失点で降板した。この年メジャーでは7試合に登板して防御率2.70、11奪三振を記録した。
2018年はメジャーの開幕ロースター入りし、4月24日のワシントン・ナショナルズ戦では同点の6回表から登板。無失点に抑えた直後の6回裏にチームが勝ち越したため、メジャー初勝利を挙げた。6月20日のマイアミ・マーリンズ戦では1点リードの9回表2死1・2塁から登板し、打者1人を抑え、初セーブを記録した。この年は69試合に登板して5勝2敗1セーブ、防御率2.49、79奪三振を記録した。
2019年は56試合に登板して3勝7敗、防御率2.86、70奪三振を記録した。9月には右肩関節唇を痛めて手術を受けている。
2020年は前年の手術もあって全休し、リハビリに専念した。
2021年は開幕直後に4試合登板したが、4月11日に右手屈筋腱の痛みにより10日間の負傷者リスト入りし、さらに5月17日に60日間の負傷者リスト入りした。7月下旬にAAA級サクラメントで復帰したものの、24試合に登板して防御率が11点台に達するなど復調せず、メジャーに復帰することはできなかった。9月21日にDFAとなり、10月14日にFAとなった。

### ドジャース時代
2022年2月19日にメキシカンリーグのメキシコシティ・レッドデビルズと契約したことが発表されたが、メキシカンリーグ開幕前の3月12日にロサンゼルス・ドジャースとマイナー契約を結んだ。4月24日にメジャー契約を結んでアクティブ・ロースター入りした。8月20日にDFAになった。

### ダイヤモンドバックス時代
8月22日にウェイバー公示を経てアリゾナ・ダイヤモンドバックスに移籍した。11月18日にFAとなった。

### エンゼルス時代
2023年1月27日、テキサス・レンジャーズとマイナー契約を結び、春季キャンプに招待されたが、メジャー昇格はできずに3月24日にリリースされた。4月20日に再度メキシカンリーグのレッドデビルズと契約を結んでいた。
5月11日にロサンゼルス・エンゼルスとマイナー契約を結ぶ。21日にメジャー昇格するも、2試合の登板でマイナー降格となる。10月4日にFAとなった。

### エンゼルス退団後
2024年5月9日にメキシカンリーグのレオン・ブラボーズと契約を結んだ。19試合に登板し、2勝4敗、防御率8.69の成績で、7月25日にリリースされた。
7月28日、交通事故で亡くなったことがブラボーズより発表された。31歳没。

## 投球スタイル
球威抜群のフォーシームに、空振りを量産するスライダーを持つ。

## 詳細情報

### 年度別投手成績
| 年 度    | 球 団    | 登 板 | 先 発 | 完 投 | 完 封 | 無 四 球 | 勝 利 | 敗 戦 | セ 丨 ブ | ホ 丨 ル ド | 勝 率 | 打 者 | 投 球 回 | 被 安 打 | 被 本 塁 打 | 与 四 球 | 敬 遠 | 与 死 球 | 奪 三 振 | 暴 投 | ボ 丨 ク | 失 点 | 自 責 点 | 防 御 率 | W H I P |
| -------- | -------- | ----- | ----- | ----- | ----- | -------- | ----- | ----- | -------- | ----------- | ----- | ----- | -------- | -------- | ----------- | -------- | ----- | -------- | -------- | ----- | -------- | ----- | -------- | -------- | ------- |
| 2017     | SF       | 7     | 0     | 0     | 0     | 0        | 0     | 0     | 0        | 0           | ----  | 29    | 6.2      | 6        | 1           | 3        | 1     | 0        | 11       | 0     | 0        | 2     | 2        | 2.70     | 1.35    |
| 2018     | SF       | 69    | 0     | 0     | 0     | 0        | 5     | 2     | 1        | 12          | .714  | 262   | 65.0     | 34       | 4           | 37       | 4     | 0        | 79       | 5     | 0        | 20    | 18       | 2.49     | 1.09    |
| 2019     | SF       | 56    | 0     | 0     | 0     | 0        | 3     | 7     | 0        | 15          | .300  | 246   | 56.2     | 41       | 4           | 33       | 1     | 3        | 70       | 3     | 0        | 19    | 18       | 2.86     | 1.31    |
| 2021     | SF       | 4     | 0     | 0     | 0     | 0        | 0     | 0     | 0        | 2           | ----  | 13    | 4.0      | 1        | 1           | 0        | 0     | 0        | 2        | 0     | 0        | 1     | 1        | 2.25     | 0.25    |
| MLB：4年 | MLB：4年 | 136   | 0     | 0     | 0     | 0        | 8     | 9     | 1        | 29          | .471  | 550   | 132.1    | 82       | 10          | 73       | 6     | 3        | 162      | 8     | 0        | 42    | 39       | 2.65     | 1.17    |

- 2021年度シーズン終了時

### 年度別守備成績
| 年 度 | 球 団 | 投手（P） | 投手（P） | 投手（P） | 投手（P） | 投手（P） | 投手（P） |
| 年 度 | 球 団 | 試 合     | 刺 殺     | 補 殺     | 失 策     | 併 殺     | 守 備 率  |
| ----- | ----- | --------- | --------- | --------- | --------- | --------- | --------- |
| 2017  | SF    | 7         | 0         | 0         | 0         | 0         | ----      |
| 2018  | SF    | 69        | 4         | 3         | 0         | 0         | 1.000     |
| 2019  | SF    | 56        | 1         | 1         | 0         | 0         | 1.000     |
| MLB   | MLB   | 132       | 5         | 4         | 0         | 0         | 1.000     |

- 2020年度シーズン終了時

### 背番号
- 54（2017年 - 2019年、2021年）
- 45（2022年）
- 59（2022年）